# Heinrich Rauscher (Heimatforscher, 1891)
Heinrich Rauscher (* 26. Juni 1891 in Engelbrechts (Gemeinde Kautzen); † 29. November 1960 in Stein an der Donau) war ein österreichischer Pädagoge, Schuldirektor und Heimatforscher.

## Leben
Er besuchte die Volksschule in Kautzen, anschließend das Unterrealgymnasium Waidhofen und das Stiftsgymnasium Seitenstetten und maturierte 1913. Danach studierte er in Innsbruck und Wien Germanistik, klassische Philologie und Geschichte. Ab 1921 lehrte er Deutsch und Latein an verschiedenen Gymnasien Niederösterreichs und war zuletzt Direktor der Bundes-Lehrerbildungsanstalt in Krems, der heutigen Kirchlichen Pädagogischen Hochschule Wien/Krems.
Von 1952 bis 1959 war er alleiniger Redakteur für die vierteljährlich erscheinende Zeitschrift Das Waldviertel des Waldviertler Heimatbundes. 1954 wurde er zum Hofrat ernannt.
Neben seinem Beruf war er Volkskundler und Heimatforscher, wie seine zahlreichen Beiträge belegen, darunter auch germanistische Aufsätze wie z. B. über Das Waidhofner Gregoriusfragment 1927 in der Zeitschrift für deutsches Altertum und deutsche Literatur.

## Schriften
- Juden in Waidhofen an der Thaya. In: Das Waldviertel 3 (1930) 89–95.
- Grillparzers Geschwisterkind – Oberin in Stein an der Donau. In: Das Waldviertel 2 (1953) 159–163.
- Schloß und Herrschaft Ottenstein am Kamp. In: Das Waldviertel 4 (1955) 161–169.
- Dem Altbundespräsidenten Wilhelm Miklas zum Gedenken. In: Das Waldviertel 5 (1956) 119–120.
- Das Minoritenkloster in Stein an der Donau. In: Das Waldviertel 6 (1957) 121–145.
- Die Seelsorge in der Strafanstalt Stein In: Das Waldviertel 7 (1958) 1–14.
- Ein Kremser Predigtenfragment aus dem 15. Jahrhundert. In: Das Waldviertel 7 (1958) 86–92.
- Franz Eichmayers Geschichte und Beschreibung der Stadtpfarrkirche zu Waidhofen a.d. Thaya. Buschek, Waidhofen an der Thaya 1924.
- Heimatbuch der Pfarre Kautzen. Pfarrgemeinde Kautzen, Kautzen 1954.
- Kreisamt und Bezirkshauptmannschaft Krems a. d. Donau 1753–1850–1950. Bezirkshauptmannschaft Krems, Krems 1950.
- Das Waidhofner Gregoriusfragment, in: Zeitschrift für deutsches Altertum und deutsche Literatur, Band 64, Heft 4, S. Hirzel Verlag, Stuttgart 1927, S. 285ff